# Синт Мартен
Синт Мартен (на нидерландски: Sint Maarten) е южната част на едноименния остров в Карибско море от групата Малки Антили. Територията е владение на Нидерландия, автономна част на Кралство Нидерландия. Тя граничи с френското владение Сен Мартен. Столица на Синт Мартен е Филипсбург. Населението на острова възлиза на 41 486 души към 2019 г.

## География
Площта на територията е около 34 квадратни километра. Островът е туристически център, известен с красивата си природа. Северната част на острова принадлежи на Франция. Това е единственото място, където Франция и Нидерландия имат обща сухоземна граница. Граничи с френския Сен-Мартен (дължина на границата 10,5 km), на изток има морска граница със Сен Бартелми с площ 34 km².

### Релеф
Суровият бряг на Синт Мартен се простира на дълга ивица на северозапад, отделяща лагуната на залива Симпсън от морето – един от най-големите вътрешни водни тела на Карибско море. Южната част на острова е почти на 20 процента заета от обширната солена зона на Голямото солено езеро, а на север се простират ниски хълмисти райони, прилежащи към границата на френската част на острова, спускащи се по две ниски хребети на Сенсъти Хил (344 m) и Уилямс Хил (264 m) до леко полегатия южен бряг, вдлъбнат от обширни лагуни и тесни дълбоки заливи. Най-голямата забележителност на Синт Мартен е изчезналият вулкан Маунт Флагстаф (386 m). Налични са многобройни солени лагуни и много малки острови: Пеликан Ки (Гуана Ки), Малки Ключ, Моли Беди, Кокошка и Пиле, ограждат бреговата линия на Синт Мартен. За разлика от другите острови от групата, има много дълги пясъчни брегове, особено в южните и западните части на острова, а в лагуните плажовете се простират по цялата ширина на пясъчните брегове, разделящи ги от морето.

### Климат
Климатът на острова е тропически морски, пасатен. Средната температура през лятото (юни – септември) е около + 27° С, през зимата (декември – февруари) – + 25° С, докато дневните температурни спадове са изключително незначителни – температурите рядко падат под +20° С. Времето е топло и комфортно през по-голямата част от годината с минимални температурни разлики между сезоните.
Валежите варират от 280 mm по западните брегове до 1000 mm по североизточните склонове на крайбрежните възвишения. Средногодишните валежи са до 700 mm (максимумът е в периода от май до октомври-ноември). Североизточните пасати, духащи от Атлантическия океан, носят чести и обилни валежи.

## История
Островът е открит от Христофор Колумб през 1493 г.
До 10 октомври 2010 г. територията е част от Нидерландските Антили.

## Екология и транспорт
В северната част на лагуната Салт Понд се намира малката зоологическа градина и ботаническа градина Синт Мартен, в която има над 35 вида влечуги, птици и бозайници, включително редките маймуни от Сейнт Китс.
Дължината на пътищата е 53 km. На острова има едно единственото летище, разположено близо до плажа Махо, поради което самолетите често летят буквално над главите на туристите.